# Susan E. Alcock
Susan Ellen Alcock ist eine US-amerikanische Klassische Archäologin.

## Leben

### Studium und akademische Lehrtätigkeit
Susan Alcock studierte von 1979 bis 1983 Archäologie und Geschichte an der Yale University und erhielt dort einen Bachelor of Arts summa cum laude. Von 1983 bis 1985 absolvierte sie ein Classical honours tripos an der University of Cambridge und erhielt einen Bachelor of Arts First-class honours. Alcock setzte ihr Studium an der Universität Cambridge von 1985 bis 1989 fort und erhielt in dieser Zeit einen Master of Arts und einen Ph.D. Das Thema ihrer Dissertation war Greek Society and the Transition to Roman Rule.
Von 1990 bis 1992 war sie Lecturer für Klassische Archäologie und Literatur an der University of Reading sowie Assistant Curator am Ure Museum of Greek Archaeology der Universität. Alcock wechselte 1992 an die University of Michigan und lehrte dort bis 1996 als Assistant Professor und von 1996 bis 2002 als Associate Professor. Daneben hatte sie von 2000 bis 2003 die „Arthur F. Thurnau Professur“ der Universität inne und war von 2002 bis 2005 ebenfalls „John H. D’Arms Collegiate Professor“. Gleichzeitig war sie zwischen 1993 und 2005 an dem zur Universität gehörenden Kelsey Museum of Archaeology in verschiedene Positionen tätig, unter anderem von 2002 bis 2005 als Kuratorin.
2000 sowie erneut 2002 war sie Invited Professor an der École des hautes études en sciences sociales in Paris. 2001 war sie Visiting Associate Professor am Department of the Classics der Harvard University.
Von 2006 bis 2015 war Alcock Professorin am Department of Classics der Brown University sowie Direktorin des Joukowsky Institute for Archaeology and the Ancient World der Universität. 2015 kehrte sie an die University of Michigan zurück und lehrte dort erneut als Professorin, ehe sie 2018 an die University of Oklahoma wechselte.
Von 2001 bis 2006 hatte Alcock die MacArthur Fellowship inne. Im November 2007 wurde sie zum Mitglied der Society of Antiquaries of London gewählt. 2012 wurde sie Korrespondierendes Mitglied des Deutschen Archäologischen Instituts, 2013 der British Academy.
Des Weiteren ist sie seit 1989 Mitglied des Archaeological Institute of America, seit 1990 der Cambridge Philological Society, seit 1991 der Classical Association sowie der Society for the Promotion of Roman Studies, seit 1994 der Society for American Archaeology, seit 1998 der European Association of Archaeologists und seit 2006 der American Society of Overseas Research. Von 1994 bis 1996 sowie erneut 2003 war sie Mitglied der American Anthropological Association. Von 2000 bis 2002 war sie Mitglied der American Association of Museums.
Ihr 2002 erschienenes Buch Archaeologies of the Greek Past. Landscapes, Monuments and Memories erhielt 2004 den Spiro Kostof Award der Society of Architectural Historians.

### Archäologische Feldforschung
Alcock nahm in den 1980er Jahren an verschiedenen Ausgrabungen und Surveys in Griechenland, unter anderem in Phleius, teil. Von 1991 bis 2002 war sie Co-Direktorin des Pylos Regional Archaeological Project, welches von dem National Endowment for the Humanities und der National Geographic Society gefördert und unter der Federführung der American School of Classical Studies at Athens durchgeführt wurde. Von 2004 bis 2008 war sie Co-Direktorin des Vorotan Project in der armenischen Provinz Sjunik, welches in Zusammenarbeit mit der Armenischen Akademie der Wissenschaften durchgeführt wurde. Seit 2009 ist sie Co-Direktorin des Brown University Petra Archaeological Project in der Felsenstadt Petra in Jordanien.

## Veröffentlichungen (Auswahl)
- Graecia Capta. The Landscapes of Roman Greece. Cambridge University Press, 1993.
- mit Robin Osborne (Hrsg.): Placing the Gods: Sanctuaries and Sacred Space in Ancient Greece. Clarendon Press, Oxford 1994.
- (Hrsg.): The Early Roman Empire in the East. Oxbow Books, Oxford 1997.
- mit John F. Cherry, Jaś Elsner (Hrsg.): Pausanias: Travel and Memory in Roman Greece. Oxford University Press, New York 2001.
- mit Terence N. D’Altroy, Kathleen D. Morrison, Carla M. Sinopoli (Hrsg.): Empires. Perspectives from Archaeology and History. Cambridge University Press, 2001.
- Archaeologies of the Greek Past: Landscape, Monuments and Memories (W.B. Stanford Lectures). Cambridge University Press, 2002.
- mit Ruth M. Van Dyke (Hrsg.): Archaeologies of Memory. Blackwell Publishers, Malden, MA/Oxford 2003.
- mit Nino Luraghi (Hrsg.): Helots and their Masters in Laconia and Messenia. Histories, Ideologies, Structures (= Hellenic Studies Series. Band 4). Center for Hellenic Studies, Washington, DC 2003.
- mit John F. Cherry (Hrsg.): Side-by-Side Survey. Comparative Regional Studies in the Mediterranean World. Oxbow Books, Oxford 2004.
- mit Robin Osborne (Hrsg.): Blackwell Studies in Global Archaeology. Classical Archaeology. Blackwell Publishers, Malden, MA/Oxford 2007.
- mit John Bodel, Richard J. A. Talbert (Hrsg.): Highways, Byways and Road Systems in the Premodern World. Blackwell Publishers, Malden, MA/Oxford 2012.